# Maksim Lynsha
Maksim Lynsha (en biélorusse : Максім Лынша ; né le 6 avril 1985) est un athlète biélorusse spécialiste du 110 m haies.

## Biographie
Son meilleur temps est de 13 s 46, réalisé deux fois, une première fois à Minsk (Staiki) avec +1,9 m/s de vent et la seconde fois à Berlin en demi-finale des Championnats du monde, avec + 0,6 m/s.
Il porte son record à 13 s 36 à Albi en 2012.

### Palmarès
| Date | Compétition                       | Lieu        | Résultat | Épreuve     | Performance |
| ---- | --------------------------------- | ----------- | -------- | ----------- | ----------- |
| 2005 | Championnats d'Europe espoirs     | Erfurt      | 7e       | 110 m haies | 14 s 52     |
| 2007 | Championnats d'Europe en salle    | Birmingham  | 8e       | 60 m haies  | 8 s 04      |
| 2013 | Championnats d'Europe en salle    | Göteborg    | 6e       | 60 m haies  | 7 s 58      |
| 2015 | Championnats d'Europe par équipes | Tcheboksary | 9e       | 110 m haies | 13 s 98     |

### Records
| Épreuve               | Performance | Lieu     | Date          |
| --------------------- | ----------- | -------- | ------------- |
| 60 m haies (en salle) | 7 s 58      | Göteborg | 1er mars 2013 |
| 110 m haies           | 13 s 36     | Albi     | 15 août 2012  |